# 馬神ため池
馬神ため池（うまがみためいけ）は、山形県西村山郡朝日町大谷地区にあるため池である。
2010年（平成22年）3月25日に馬神ため池と大谷の郷として農林水産省のため池百選に選定された。

## 概要
馬神ため池と、江戸末期から昭和期に作られた10個ほどのため池の総称であり、大谷地区、玉ノ井地区の水田約150haの灌漑用水として使用されている。
特に蔵王連峰や朝日連峰と里山の風景が一体となり、この地を代表する景観地として有名である。

## 自然
ニッコウキスゲ、ヒメサユリやスイレン等の自生地であり、池にはメダカも生息・生育している

## アクセス

### 道路
- 国道287号
- 山形県道9号長井大江線
- 山形県道112号左沢浮島線

### 路線バス
- 左沢線寒河江駅下車